# Информационное агентство Словацкой Республики
Информационное агентство Словацкой Республики (Телеграфное агентство Словацкой Республики, ТАСР, словац. Tlačová agentúra Slovenskej republiky; TASR; с 31 марта 1992 до 17 февраля 1993 — Чехо-словацкое телеграфное агентство Словацкой Республики; Česko-slovenská tlačová kancelária Slovenskej republiky) — государственное информационное агентство Словакии. Основано в 1992 году. Штаб-квартира находится в столице Словакии Братиславе. Публикует новости на словацком, английском и венгерском языках. Является членом Европейского альянса информационных агентств (EANA), на договорной основе сотрудничает с мировыми международными и национальными агентствами.
Не финансируется государством. Оказывает на договорной основе услуги в общественных интересах Министерству культуры Словацкой Республики. Согласно Закону № 385 от 23 сентября 2008 года «Об Информационном агентстве Словацкой Республики, а также о внесении изменений в отдельные законодательные акты» TASR издает представляющие общественный интерес заявления, мнения и объявления органов государственной власти.
TASR является независимой организацией. Во главе TASR стоит генеральный директор, избираемый и освобождаемый от должности советом директоров (наблюдательным советом). Совет директоров состоит из пяти членов и состоит из эксперта в области права, эксперта в области экономики, эксперта в области журналистики и эксперта в области информационных технологий, которые избираются и освобождаются от должности Национальным советом Словакии, и одного члена, который избирается и увольняется работниками TASR из числа сотрудников TASR. Срок полномочий генерального директора и членов совета директоров — пять лет, и они могут быть переизбраны не более чем на два срока подряд.
Основано в 1992 году, когда была выделена словацкая часть Чехословацкого телеграфного агентства (ЧТК, словац. Československá tisková kancelář, ČTK), основанного 28 октября 1918 года при создании Чехословацкой республики. Словацкая часть ЧТК выделялась при создании независимой Словацкой республики (1939—1945) после оккупации нацистской Германией.
Первоначально генеральный директор назначался правительством. Первым исполняющим обязанности генерального директора стал действующий директор словацкой части ЧТК Светозар Штур (1929—2001), потомок Людовита Штура, композитор и дирижёр, ученик Яна Циккера и Ладислава Словака. Штур был дирижёром и художественным руководителем ансамбля «Лучница», который является эквивалентом российской «Берёзки». В августе 1992 года правительство Владимира Мечьяра назначило генерального секретаря Словацкого синдиката журналистов (Slovenský syndikát novinárov; SSN) Душана Клеймана (Dušan Kleiman; 1945—2006) генеральным директором. В 1993 году Клейман и Душан Керны (Dušan Kerný; род. 1941) получили премию государственного Литературного фонда (Literárny fond) за «создание TASR, установление контактов и сотрудничество с важными мировыми агентствами». В 1994 году генеральным директором назначен публицист и коллекционер Иван Меличерчик (Ivan Melicherčík; род. 1944). 15 декабря 1994 года Клейман снова назначен генеральным директором. 2 декабря 1998 года правительство Дзуринды назначило генеральным директором Ивана Чередеева. 26 июня 2002 года премьер Дзуринда уволил Чередеева на фоне скандала с покупкой дорогого служебного автомобиля BMW. 4 сентября по предложению министра культуры Милана Княжко правительство назначило генеральным директором заместителя начальника экономической редакции TASR Петера Недавашку (Peter Nedavaška; 1954). В марте 2007 года Недавашка подал в отставку. Правительство Фицо назначило 5 апреля 2007 года генеральным директором служащего министерства культуры Ярослава Резника (Jaroslav Rezník; род. 1966). В 2014 году Резник был снова утверждён в должности. Резник в качестве главы TASR в 2017 году подписал договор о сотрудничестве с российским агентством Sputnik, «известного пропагандистского инструмента Кремля», как выразился аналитик Иван Годарский (Ivan Godársky) из неправительственной организации по надзору за СМИ MEMO 98. Иван Годарски также указывает на «необъяснимо большое пространство в TASR для SNS» перед парламентскими выборами 2016 года. 5 сентября 2017 года новым генеральным директором TASR избран Владимир Пухала (Vladimír Puchala; род. 1967), который сменил Ярослава Резника, избранного генеральным директором RTVS.
В 1997 году в Братиславе бывший журналист TASR, возглавлявший английскую редакцию, Павол Мудры (Pavol Múdry; род. 1950) основал независимое Словацкое информационное агентство (СИТА; SITA), которое стало конкурентом TASR.